# Nyctimenius
Nyctimenius – rodzaj chrząszczy z rodziny kózkowatych i podrodziny zgrzypikowych, jedyny z plemienia Nyctimeniini.

## Zasięg występowania
Przedstawiciele tego rodzaju występują we wschodnich Indiach, Azji Południowo-Wschodniej, południowych Chinach oraz na Tajwanie.

## Systematyka
Do Nyctimenius należy 8 gatunków:
- Nyctimenius chiangi
- Nyctimenius mamutensis
- Nyctimenius ochraceovittatus
- Nyctimenius palawanicus
- Nyctimenius sabahensis
- Nyctimenius subsericeus
- Nyctimenius tristis
- Nyctimenius varicornis.